# Monika Kuszyńska
Monika Kuszyńska (født 14. januar 1980 i Łódź) er en polsk sangerinde. Hun har været aktiv på den polske musikscene siden 2000, hvor hun blev forsanger i gruppen Varius Manx. Hun har været delvist paralyseret fra taljen og nedefter, efter at hun i 2006 blev kvæstet i en trafikulykke, men hun har fortsat med at optræde som sanger og musiker siden.
Monika Kuszyńska repræsenterede Polen i Eurovision Song Contest 2015 i Wien med nummeret "In the Name of Love", hvilket blev offentliggjort den 9. marts 2015 i talkshowet Świat Się Kręci.